# Elasticidad precio de la oferta

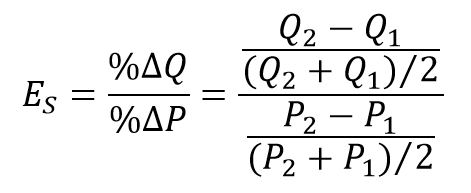
Cálculo de la elasticidad precio de la oferta.

La elasticidad precio de la oferta (EPO o Es) es una medida utilizada en economía para mostrar la respuesta, o elasticidad, de la cantidad ofrecida de un bien o servicio ante cambios en su precio.
Cuando el coeficiente es menor que uno, la oferta del bien puede describirse como inelástica. Cuando el coeficiente es mayor que uno, la oferta puede describirse como elástica. Una elasticidad de cero indica que la cantidad ofrecida no responde a cambios en el precio: está "fijada" en la oferta, siendo denominado elasticidad perfecta. Este tipo de bienes normalmente no tienen componente laboral, o bien no son producidos, limitando las posibilidades de expansión en el corto plazo. Si el coeficiente es exactamente uno, se dice que el bien es unitariamente elástico. Si el coeficiente es negativo, se denomina oferta pluscuampefectamente elástica, siendo aquellas mercancías cuyo precio se reduce cuando aumenta la oferta, siendo debido a una mayor economía de escala en la producción que abarata costes, y precios.
La cantidad de bienes ofrecidos puede, en el corto plazo, ser diferente de la cantidad producida, ya que los productores tienen stocks que pueden aumentar o disminuir.
La oferta es elástica cuando las variaciones en los precios causan sensibles alteraciones en la misma. Los autos y los libros tienen una oferta elástica ya que cuando suben los precios, aumenta el volumen de la oferta, incrementarse debido a que las fábricas pueden trabajar más tiempo y producir más.

## Elasticidades de la oferta seleccionadas
- Gasóleo para calefacción
  - 1.57 (corto plazo)[3]
- Gasolina
  - 1.61 (corto plazo)[3]
- Tabaco
  - 7.0 (largo plazo)[3]
- Vivienda
  - 1.6–3.7 (largo plazo)[3]
- Algodón
  - 0.3 (corto plazo)[4]
  - 1.0 (largo plazo)[4]
- Acero
  - 1.2 (largo plazo)[5]

## Fórmula
Existe una fórmula para poder sacar la elasticidad  del precio de la oferta de un producto que consiste en:
Elasticidad precio de la oferta = variación proporcional en la cantidad ofrecida (Δ%Qo)/ variación proporcional en el precio (Δ%P)
```
    (Diferencia entre Q1 y Q2) / (1 % de Q1) = (Δ%Qo)          (Diferencia entre P1 y P2) / (1 % de P1) = (Δ%P)
```

Entonces podríamos decir que la manera simplificada se desarrolla de la siguiente manera:
```
                    {(Diferencia entre Q1 y Q2) /  (1 % de Q1)} / {(Diferencia entre P1 y P2) / (1 % de P1)}
```

Donde:
```
     Q1 es la primera cantidad ofertada en un lapso de tiempo determinado.
     Q2 es la segunda cantidad ofertada en el mismo lapso de tiempo.
     P1 Es la primera cantidad del precio del objeto a ofertar.
     P2 es la segunda cantidad del precio del objeto a ofertar.
```